# Арватеаска (Олт)
Арватеаска (рум. Arvăteasca) насеље је у Румунији у округу Олт у општини Градиниле. Oпштина се налази на надморској висини од 96 m.

## Становништво
Према подацима из 2002. године у насељу је живело 764 становника, од којих су сви румунске националности.